# Gollwitzerhof
Gollwitzerhof ist Ortsteil des Marktes Floß im Bezirk Oberpfalz im Landkreis Neustadt an der Waldnaab.

## Geographische Lage
Die Einöde Gollwitzerhof liegt ungefähr vier Kilometer westlich von Floß westlich des Naturschutzgebietes Dost.

## Geschichte
Das Geschlecht der Gollwitzer wurde schon im 17. Jahrhundert in der Umgebung von Floß genannt.
Im Jahr 1610 hieß der Besitzer des Hofes Grafenreuth 3 Simon Gollwitzer.
Im Jahr 1650 wird ein Hofbesitzer Michael Gollwitzer aus Hardt erwähnt.
Für das Jahr 1961 wurde der Gollwitzerhof mit 6 Einwohnern und einem Wohngebäude erwähnt.
Er gehörte zur Gemeinde Gailertsreuth.
Am 1. Januar 1972 wurde die Gemeinde Gailertsreuth und damit auch der Gollwitzerhof in den Markt Floß eingegliedert.

## Tourismus
Östlich des Gollwitzerhofes befindet sich ein Campingplatz mit Badeweiher.